# Eduard Čech
Pour les articles homonymes, voir Čech (homonymie).
Eduard Čech ([ˈɛduart ˈtʃɛx]), né le 29 juin 1893 à Stračov en royaume de Bohême et mort le 15 mars 1960 à Prague, est un mathématicien tchécoslovaque.
Il est plus particulièrement connu pour ses recherches en géométrie différentielle projective et en topologie.

## Hommages
L'astéroïde (7739) Čech a été nommé en son honneur.